# 郑浦山
郑浦山（1817年—1849年），清朝中晚期红顶商人。名德标，讳锦章，字建霞，号浦山，浙江镇海县人。

## 生平
清乾隆丁亥年 （1767年），生于宁波府镇海县澥浦郑氏十七房巨族。1788年，父亲过世，继承家业，经营渔业、盐业致富。后在宁波府城创设钱庄，是江夏路钱庄一条街的始祖。致富后，热衷慈善，在乡间修桥造路，设义庄义田，施舍贫弱。
1817年，受清廷敕授儒林郎。又诰封奉直大夫。后晋赠资政大夫布政使司经历 （正二品），成为红顶商人。清道光己酉年（1849年），卒。

## 遗迹
今存郑浦山墓，位于今宁波市镇海区九龙湖镇孙家村，2007年文物普查时发现。墓址现存宽6米、长6.3米。墓碑高1.70米，墓底座条石长6米，阴刻楷书“清敕授儒林郎诰封奉直大夫晋赠资政大夫浦山郑公暨德配孔夫人之墓”、“世姪陈励拜题”。墓面两侧石条屏楷书阴刻“一安簪花成上格，百年带草茁新枝”、“朱莘耕拜题”。现为文物保护单位。

## 家族
二子继承家业：
- 四子郑勋，晚晴红顶商人[5]。
- 五子郑熙